# Settimio Benedusi

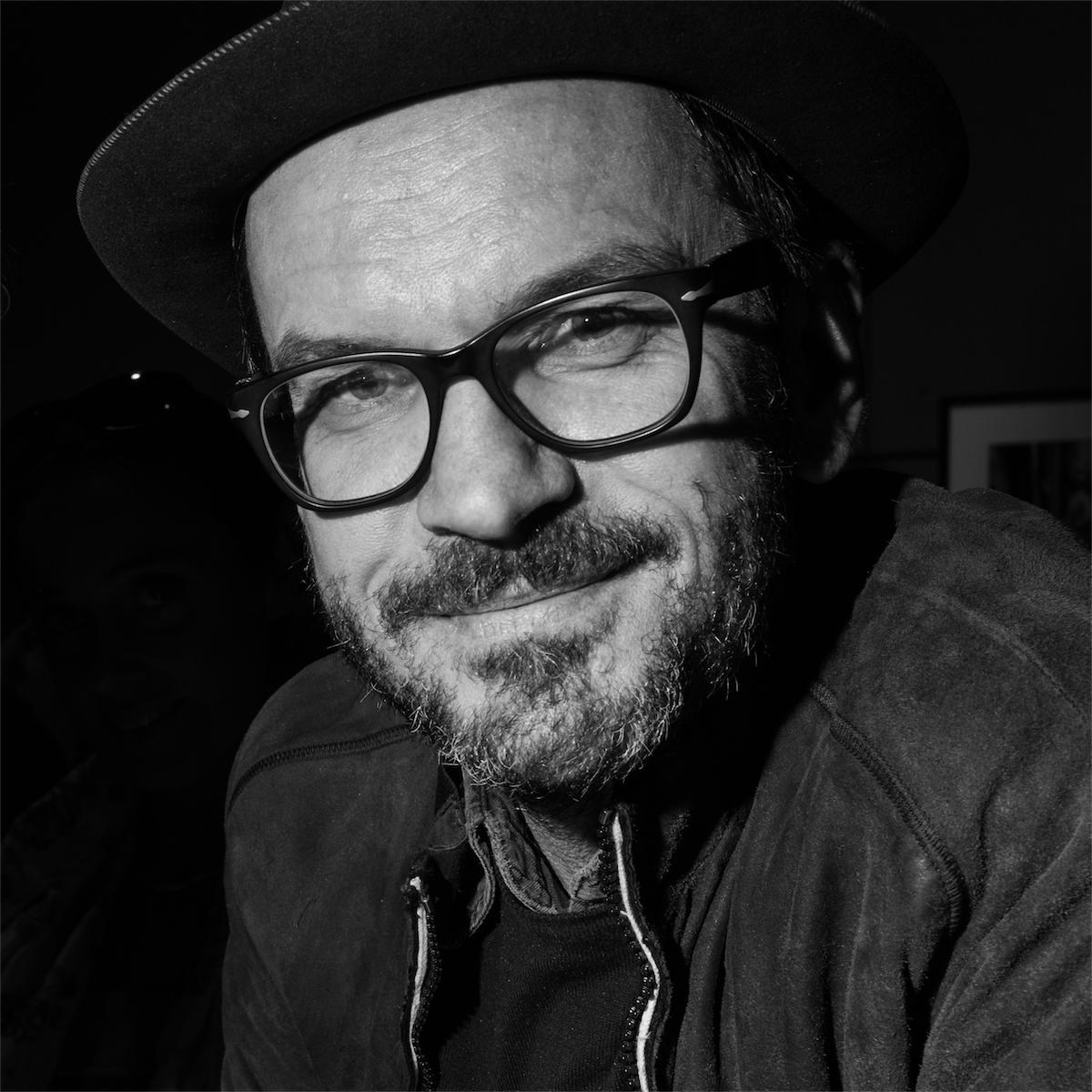
Settimio Benedusi

Settimio Benedusi (Imperia, 22 maggio 1962) è un fotografo e giornalista italiano.

## Biografia
(Settimio Benedusi)

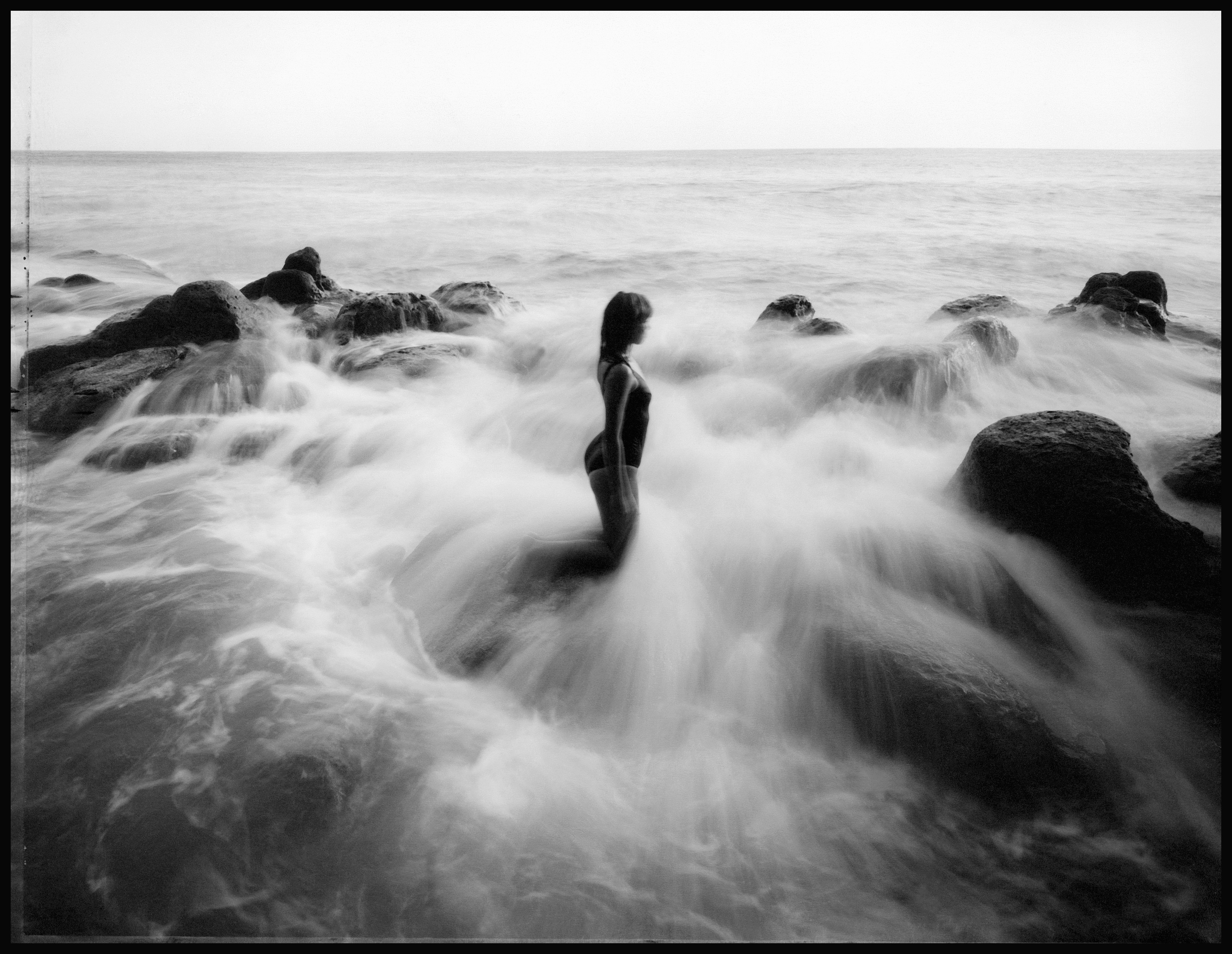
Una foto di Settimio Benedusi del 1980

Nasce a Imperia e si trasferisce a Milano non ancora ventenne. Il suo primo servizio pagato è per Cioè.
Dal 1990 è fotografo professionista, giornalista, pubblicista e docente di fotografia nel capoluogo lombardo.
Per sette anni ha partecipato alle edizioni della rivista Sports Illustrated (nel novembre 2009 fotografa Catrinel Marlon per la copertina dell'edizione sudafricana), poi importando la formula in Italia, contribuendo all'apertura di Sportweek Dreams (speciale dedicato ai costumi da bagno di SportWeek, il settimanale della Gazzetta dello Sport), che ha realizzato per quattro anni. Collabora con il Corriere della Sera, per il quale cura anche il blog Photobackstage.
Ha partecipato a tre edizioni di Italia's Next Top Model, realizzando servizi fotografici e -nella seconda edizione- anche come giudice.
Nel 2010 ha ideato la mostra "Martina_invisibile", curata da  Denis Curti alla Fondazione Forma di Milano, con autoscatti della  modella, conduttrice e attrice Martina Colombari. L'operazione ha suscitato molte polemiche.
Nel 2013 è stato direttore artistico del festival di fotografia Fotoincontri di San Felice sul Panaro, dove porta dodici fotografi per contribuire alla ricostruzione post terremoto. Ha documentato il lavoro di due ONLUS: Christian Blind Mission in Uganda con la testimonial Filippa Lagerbäck e la Fondazione Francesca Rava ad Haiti con la testimonial Martina Colombari.
Fa parte del direttivo della TAU Visual. Con il patrocinio dell'AFIP, di cui è socio onorario, ha tenuto nel 2013 presso la Triennale di Milano una Lectio Magistralis dal titolo "Come diventare un grande fotografo senza esserlo". Si è presentato con un cappello da somaro, ha parlato di "esclusione sistematica dei fotografi italiani di talento" dai magazine italiani e ha sostenuto che per "passare per maestro della fotografia basta essere dei comunicatori, dei personaggi", idea per cui è stato anche criticato.
Nel 2014 per dimostrare che scattando "mille immagini, una andrà bene", manda il suo barbiere a fare foto bendato, e ottiene che uno degli scatti, intitolato Amore rivelato, venga pubblicato sul sito di Vogue Italia, con lo pseudonimo di Rocco Barbieri.
Una lunga intervista condotta nel 2015 da Enrico Ratto, fondatore del magazine Maledetti Fotografi,  definisce il pensiero del fotografo imperiese molto critico sulla utilità della fotografia, denunciando non solo la mancanza di cultura fotografica in molti, cultura, essenziale a suo avviso per realizzare buone fotografie, ma spiegando quanto l'originalità non è sempre, se non mai, indice di creatività. Vero è, ad avviso di Benedusi, che la fotografia è meritocratica, premiando solo i fotografi che con le loro opere sanno davvero "comunicare", e questo sia che la scena da fotografare sia originale sia che sia banale.
Nel 2016 la Galleria Leica di Milano ha esposto la sua mostra ES_SENZA, in cui, per celebrare l’anniversario della morte del padre, ha preso vecchie fotografie di famiglia e le ha modificate rimuovendolo.
Nel 2016 ha viaggiato da Milano a Imperia a piedi e senza soldi, barattando fotografie in cambio di cibo e alloggio, con l'obiettivo di capire se la fotografia abbia ancora un valore.

## Opere

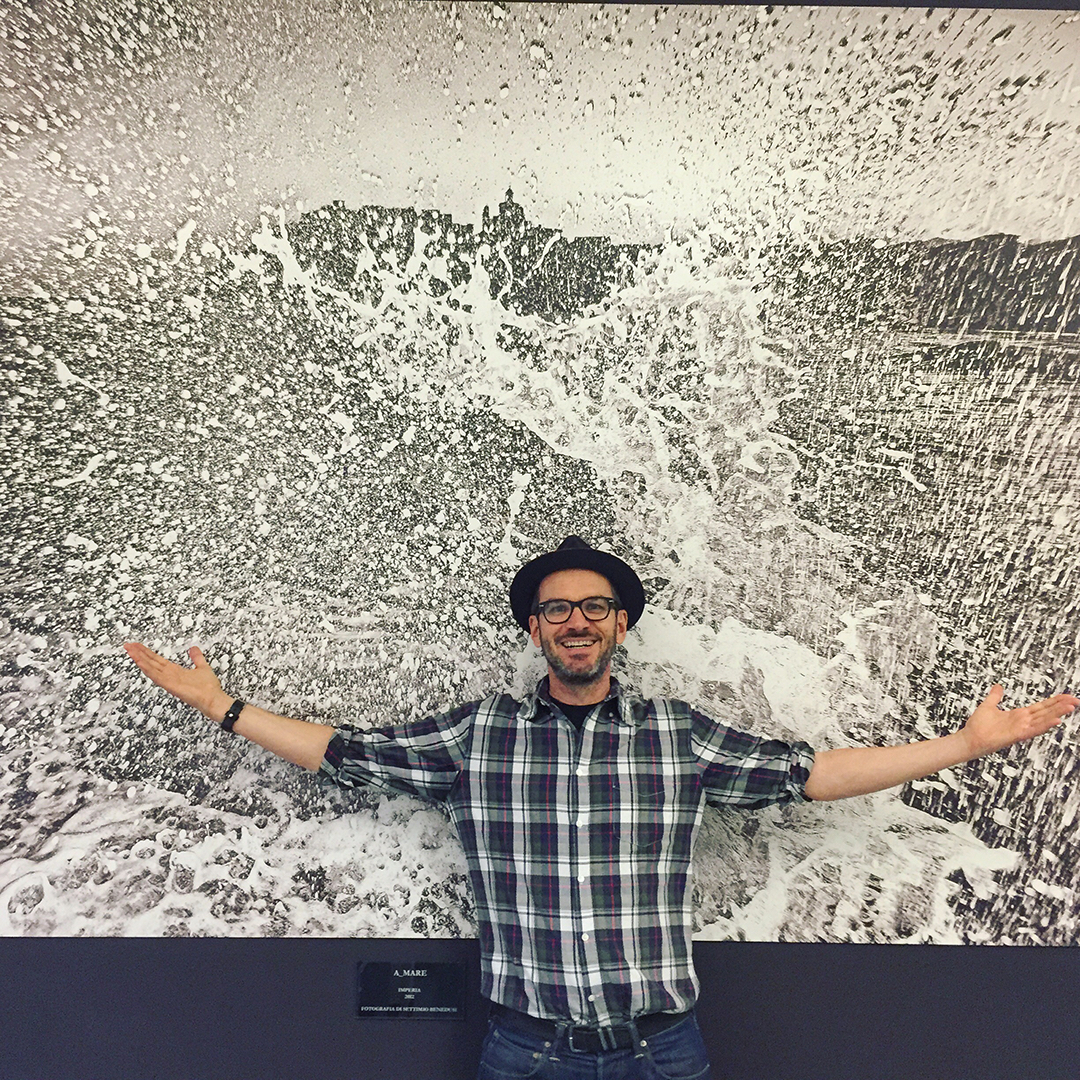
Settimio Benedusi davanti a una sua foto

- Photo Colors, A+MBookstore; (2000)
- Riccione, Bene! Bella gente 1922-2012 novant'anni di Riccione, Comune di Riccione; (2012)

## Mostre personali
- A_Mare, Imperia nel 2012
- Imperia - noi siamo la nostra storia, Imperia, all'interno della manifestazione Vele d'Epoca nel 2014[24][25]
- Amnios, Poprad in Slovacchia, all'interno del Festival Dolce Vitaj nel 2010
- ES_SENZA, Milano, Galleria Leica nel 2016
- Io non esiste, Locate Triulzi, Scalo Milano nel 2016